# Conde de Sabugosa

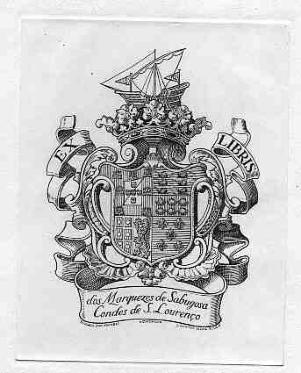
Brasão dos Conde Sabugosa

Conde de Sabugosa foi um título criado por carta de 19 de Setembro de 1729, do rei D. João V, a favor de Vasco Fernandes César de Meneses.

## Condes de Sabugosa
1. D. Vasco Fernandes César de Meneses
2. D. Luís César de Meneses
3. D. Mariana Rosa de Lancastre
4. D. Ana de Melo da Silva César de Meneses
5. D. António Maria de Melo da Silva César de Meneses

## Marquêses de Sabugosa
1. D. António Maria de Melo da Silva César de Meneses
2. D. José António de Melo da Silva César de Meneses
3. D. António José de Melo da Silva César de Meneses
4. D. António Maria José de Melo da Silva César e Meneses
5. D. António Maria Vasco de Melo Silva César e Meneses[2]

Após a implantação da República Portuguesa e o fim do sistema nobiliárquico, tornaram-se pretendentes ao título D. António Vasco de Melo César e Meneses, D. António Vasco José de Melo da Silva César de Meneses, D. António Vasco de Melo da Silva César de Meneses e, atualmente, D. António Maria de Mello Silva César e Menezes.

## Curiosidade
No Brasil, é famosa a personagem Visconde de Sabugosa, da série Sítio do pica-pau amarelo, de autoria de Monteiro Lobato. Essa personagem, contudo, não tem qualquer relação com os condes de Sabugosa. Trata-se de um sabugo de milho que ganha vida na imaginação da protagonista Narizinho.